# Беллок (Арьеж)
Белло́к (фр. Belloc, окс. Bèllòc) — коммуна во Франции, находится в регионе Окситания. Департамент коммуны — Арьеж. Входит в состав кантона Мирпуа. Округ коммуны — Сен-Жирон.
Код INSEE коммуны — 09048.

## Население
Население коммуны на 2008 год составляло 66 человек.
| 1962 | 1968 | 1975 | 1982 | 1990 | 1999 | 2008 |
| ---- | ---- | ---- | ---- | ---- | ---- | ---- |
| 24   | 54   | 33   | 55   | 44   | 62   | 66   |

## Экономика
В 2007 году среди 52 человек в трудоспособном возрасте (15—64 лет) 32 были экономически активными, 20 — неактивными (показатель активности — 61,5 %, в 1999 году было 71,8 %). Из 32 активных работали 25 человек (14 мужчин и 11 женщин), безработных было 7 (4 мужчины и 3 женщины). Среди 20 неактивных 6 человек были учениками или студентами, 7 — пенсионерами, 7 были неактивными по другим причинам.